# Roca Buda
La roca Buda (en idioma inglés: Buddha Rock) es un pequeño islote rocoso de 35 metros de altura ubicado a 0,6 kilómetros al frente de la punta Botón en el extremo oeste de la isla Vindicación del grupo Candelaria de las islas Sandwich del Sur.
En esta roca se ubica uno de los puntos que determinan las líneas de base de la República Argentina, a partir de las cuales se miden los espacios marítimos que rodean al archipiélago.
La roca fue cartografiada y nombrada en 1930 por el personal de Investigaciones Discovery a bordo del RRS Discovery II.
La isla nunca fue habitada ni ocupada, y como el resto de las Sandwich del Sur es reclamada por el Reino Unido que la hace parte del territorio británico de ultramar de las Islas Georgias del Sur y Sandwich del Sur, y por la República Argentina, que la hace parte del departamento Islas del Atlántico Sur dentro de la provincia de Tierra del Fuego, Antártida e Islas del Atlántico Sur.